# 山下智久・ルート66〜たった一人のアメリカ
『山下智久・ルート66〜たった一人のアメリカ』（やましたともひさ・ルートロクジュウロク〜たったひとりのアメリカ）は、日本テレビ系列で2012年1月から放送されていた紀行ドキュメント番組。ジャニーズ事務所所属タレントによる紀行番組「J'Jシリーズ」の第1作。

## 概要
山下智久が米国の著名な国道「ルート66」を自身の誕生年と同じ1985年製の米国車「シボレーC20」に乗りながらシカゴからサンタモニカまで3755キロを走破する一人旅に密着する。
山下にとってドラマ以外の初レギュラー番組。
収録は2011年11月3日から11月18日まで行われ、約3ヶ月に渡って放送された。
2012年5月19日には、DVD＆BD『山下智久・ルート66～たった一人のアメリカ』発売記念イベントを行い、「いい経験。僕の財産になった」と語った。「英語を話せるといろんな人とコミュニケーションが取れるからいいなって思った」と、その後英語を勉強中であることも明かした。
当時26歳の山下にとって英語でのコミュニケーションや現地の人々との交流など様々な経験は、その後グローバルに活躍の場を広げる山下の原点となった。
放送終了から3か月後の2012年7月より山下と同じジャニーズ事務所所属の北山宏光（Kis-My-Ft2）による『J'J Kis-My-Ft2 北山宏光 ひとりぼっちインド横断 バックパックの旅』が開始され、9月まで3カ月にわたって継続された。
2020年4月29日～7月31日にはHuluで配信された。

## 出演者
- 山下智久
- リリー・フランキー※トークのみ

## ネット局
| 放送対象地域 | 放送局                  | 系列           | 放送期間                | 放送日時（JST）    | 備考     |
| ------------ | ----------------------- | -------------- | ----------------------- | ------------------ | -------- |
| 関東広域圏   | 日本テレビ（NTV）       | 日本テレビ系列 | 2012年1月2日 - 3月26日  | 月曜 25:29 - 25:59 | 制作局   |
| 福岡県       | 福岡放送（FBS）         | 日本テレビ系列 | 2012年1月12日 - 3月29日 | 木曜 25:13 - 25:43 | 10日遅れ |
| 中京広域圏   | 中京テレビ（CTV）       | 日本テレビ系列 | 2012年1月13日 - 4月6日  | 金曜 26:32 - 27:02 | 11日遅れ |
| 山梨県       | 山梨放送（YBS）         | 日本テレビ系列 | 2012年1月18日 - 4月4日  | 水曜 24:29 - 24:59 | 16日遅れ |
| 長崎県       | 長崎国際テレビ（NIB）   | 日本テレビ系列 | 2012年2月4日 - 4月21日  | 土曜 25:10 - 25:40 | 33日遅れ |
| 鹿児島県     | 鹿児島読売テレビ（KYT） | 日本テレビ系列 | 2012年4月5日 - 6月21日  | 木曜 25:08 - 25:38 | 94日遅れ |

## スタッフ
- ナレーター：ケイ・グラント
- 構成：堀江利幸、加藤淳一郎、宮下勇二
- ブレーン：守屋健太郎
- ロケカメラ：久保田雅文、副枝保孝
- ロケ音声：尾形真宏
- コーディネーション：コスモ・スペース・オブ・アメリカ
- 編集・MA：スタジオヴェルト
- 音効：今野直秀、鈴木信行
- スチール：平岡純
- メイク：山崎聡
- 技術協力：ビデオスクエア
- 協力：ワーナーミュージック・ジャパン、BE-POP
- デスク：森田真由美
- 制作進行：須田岳未
- AD：荻利恵、下村佳織
- AP：塚本充紀
- 編成：脇山浩一
- 広報：西室由佳里
- ルート66製作委員会：小林将高、茶ノ前香、行実良
- ディレクター：平野真一、星野隆夫
- 演出：石村修司、吉原利一
- 編成企画：植野浩之
- プロデューサー：佐藤英
- チーフプロデューサー：鈴江秀樹
- 協力：ジャニーズ事務所
- 制作協力：読売映像
- 企画制作：日本テレビ
- 製作著作：ルート66製作委員会（D.N.ドリームパートナーズ、バップ）

## 参考
山下「ルート66」一人旅!アメリカ横断3755キロ走破 スポーツ報知 2011年12月9日閲覧